# استعمار اروپا در آمریکا

تکامل سرزمینی آمریکایی شمالی به دولتهای ملی غیر بومی از ۱۷۵۰ تا ۲۰۰۸

استعمار اروپاییان در آمریکا وصف کننده عصر کاوش و پیامد تسخیر و پایه‌گذاری کنترل اروپای غربی بر آنچه آمریکای شمالی و جنوبی خوانده می‌شود است. اروپائیها از قبل گرفتار جنگهای داخلی بودند و به آرامی از کاهش جمعیت پیامد مرگ سیاه در حال بهبودی بودند؛ اگرچه این رشد سریع قدرت و ثروت در اوایل قرن پانزدهم غیرقابل پیش‌بینی بود. استعمار اروپائیان بر روی سیستم سیاسی، مرزهای جغرافیایی و زبانهایی که بر کشورهای عمدتاً مستقل امروزی غالب هستند تأثیر گذاشت.

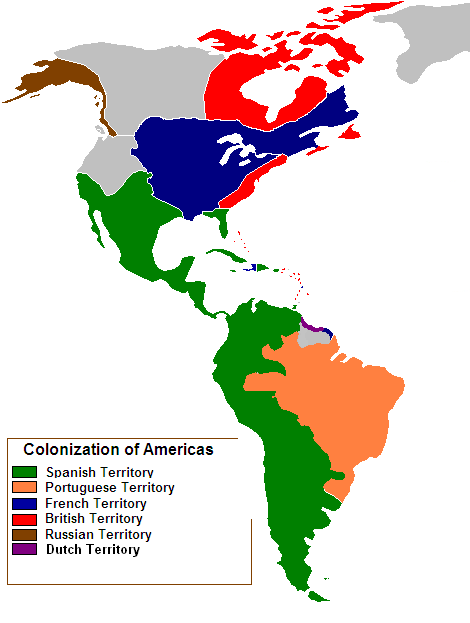
نقشه مستعمرات اروپایی در قاره آمریکا در ۱۷۵۰

شروع این استعمار از سال ۱۴۹۲ بوده است. هر چند منطقه‌ای در استان نیوفاندلند و لابرادور در کانادا که قدمتش به سال ۱۰۰۰ میلادی می‌رسد که تنها منطقه سکونتی وایکینگ‌ها در کانادا و آمریکای شمالی به غیر از گرینلند بوده است. در سال ۱۴۹۷ میلادی کریستف کلمب رئیس هیئت اعزامی اسپانیا برای تجارت از طریق اقیانوس به آمریکا سفر کرد به زودی پس از آن اکتشاف و استعمار آمریکا توسط اروپاییان آغاز شد. اکتشافات اولیه در ساحل دریای کارائیب و جزایر هیسپانیولا، پورتوریکو و کوبا آغاز شد و سپس تا تمام مناطق آمریکای شمالی و آمریکای جنوبی ادامه یافت.
متصرفات اولیه اروپائیان در آنچه که امروز آمریکای شمالی و جنوبی خوانده می‌شود شامل مستعمرات اسپانیایی فلوریدا، نیومکزیکو، آمریکای میانه و کارائیب، مستعمرات انگلیسی ویرجینیا (به همراه انشعابش در اطلس شمالی، برمودا) و نیوانگلند، مستعمرات فرانسوی آکادیا، کانادا و هائیتی، مستعمره سوئدی سوئد نو، مستعمره هلندی هلند نو می‌شد. در قرن هجدهم دانمارک-نروژ مستعمره سابق خود در گرینلند را احیا کرد و در همین زمان امپراتوری روسیه برای خودش در آلاسکا جای پایی فراهم کرد. دانمارک-نروژ بعدها ادعاهای متعددی در مورد جزایر کارائیب مطرح کرد که شروعش به سالهای ۱۶۰۰ برمی‌گشت.
همچنان که ملل بیشتری به به‌دست آوردن مستعمره در آمریکا علاقه‌مند می‌شدند، مواجهات مرگباری با مردم بومی بروز می‌کرد که خشمگینانه برای حفظ سرزمین‌هایشان می‌جنگیدند. این برخوردها با بومیان در دوره رقابتهای بین امپراتوری، محرک اصلی در آمریکای شمالی بود. استعمار اروپائیان در زمان استقلال در مناطقی نظیر قلمرو اینویی‌ها در قطب شمال و شمال کانادا، جنوب دشتهای وسیع ایالات متحده و منتهی‌الیه جنوبی آمریکایی جنوبی و قلمرو ماپوچی‌ها حداقلی یا ناموجود بود.
در سال ۱۴۹۷ جان کابوت (اهل ونیز) فرستاده پادشاهی انگلستان به سواحل آمریکای شمالی رسید و یک سال پس از آن کلمب در سومین سفر خود وارد آمریکای جنوبی شد. فرانسه مستعمراتی در بیشتر مناطق شرقی آمریکای شمالی و تعدادی از جزایر دریای کارائیب و آمریکای جنوبی تأسیس کرد. پرتغال نیز مستعمره خود را در برزیل تأسیس نمود.